# Valentin Kieffer
Pour les articles homonymes, voir Kieffer.
Valentin Kieffer, né le 2 juillet 1999 à Strasbourg, est un handballeur français évoluant au poste de gardien de but au Chambéry Savoie Mont Blanc Handball.

## Biographie
Valentin Kieffer est le fils de Jean-Luc Kieffer, ancien gardien professionnel de handball, qui fut l'un des premiers handballeurs français à s'expatrier, et le frère d'Ilona Kieffer également handballeuse professionnelle.
À tout juste 18 ans, il devient l'un des deux gardiens titulaires de Sélestat.
En avril 2019, il s'engage avec le Saran pour les deux saisons suivantes.
En juillet 2019, il devient champion du monde junior après la victoire de la France en finale face à la Croatie (28-23). Lors de la compétition, il est également élu meilleur gardien de but du tournoi. 
En décembre 2020, il signe un contrat de 3 ans au Dunkerque Handball Grand Littoral pour former avec Samir Bellahcene un jeune duo à compter de la saison 2021/2022.
Samir Bellahcene blessé lors d'une séance d'entraînement est contraint de quitter le Championnat du monde masculin de handball 2025 Valentin Kieffer va découvrir une compétition majeure et Équipe de France masculine de handball.

## Palmarès

### En équipes nationales
Équipes de France jeunes et junior
- vainqueur du championnat du monde junior en 2019
- finaliste du championnat d'Europe junior en 2018
- vainqueur du championnat du monde jeunes en 2017
- vainqueur du championnat d'Europe jeunes en 2016

### Distinctions individuelles
- élu meilleur gardien de but du championnat du monde junior 2019[6]